# 457
Період падіння Західної Римської імперії. У Східній Римській імперії розпочалося правління Лева I Макелли. У Західній розпочалося правління Майоріана, значна частина території окупована варварами, зокрема в Іберії утворилося Вестготське королівство, а Північну Африку захопили вандали, у Тисо-Дунайській низовині утворилося Королівство гепідів. У Південному Китаї правління династії Лю Сун. В Індії правління імперії Гуптів. У Японії триває період Ямато. У Персії править династія Сассанідів.
На території лісостепової України Черняхівська культура. Історики VI століття згадують плем'я антів, що мешкало на території сучасної України приблизно з IV сторіччя. У Північному Причорномор'ї центр володінь гунів.

## Події
- 27 січня в Константинополі помер імператор Маркіан.
- 7 лютого імператором Східної Римської імперії проголошено Лева I. Він першим прийняв візантійську корону з рук константинопольського патріарха.
- Битва при Кампі Канніні.
- 1 травня імператором Західної Римської імперії війська проголосили Майоріана.
- Битва при Гарільяно.
- 28 грудня Майоріана короновано імператором. Його правління визнає Італія, Далмація і деякі території на півночі Галлії.
- Вождем салічних франків став Хільдерік I.